# Battaglia di Montaperti
La battaglia di Montaperti fu combattuta a Montaperti, pochi chilometri a sud-est di Siena, il 4 settembre 1260, tra le truppe ghibelline capeggiate da Siena e quelle guelfe capeggiate da Firenze.
La vittoria dei Senesi e dei loro alleati segnò il dominio della fazione ghibellina sulla Toscana, con ripercussioni anche sui precari equilibri del resto d'Italia e d'Europa, segnando di fatto il ruolo predominante della Repubblica di Siena sullo scenario politico ed economico dell'epoca.

## Antefatti
Dopo l'anno 1000, le città di Firenze e di Siena erano cresciute grazie alle attività mercantili e commerciali; i banchieri e i mercanti delle due città attraversavano l'Europa arricchendosi. Firenze era facilitata dalla via d'acqua dell'Arno, Siena dalla sua posizione lungo la via Francigena, percorsa dai numerosi pellegrini diretti a Roma o dai traffici che da questa si dirigevano verso il cuore del Sacro Romano Impero. Era lo sviluppo dell'era mercantile.
Ovviamente, gli interessi delle due città erano da tempo in conflitto, sia per questioni economiche che di pura egemonia sul territorio. Nella prima metà del XIII secolo, i confini fiorentini si spingevano a sud fino a pochi chilometri da Siena. La rivalità economica si traduceva in una rivalità politica. A Firenze avevano la supremazia i guelfi, che sostenevano il primato papale, mentre a Siena il partito predominante era quello ghibellino, alleato dell'Imperatore, che in quel periodo era capeggiato dal re di Sicilia Manfredi di Svevia, figlio naturale di Federico II.
Nel 1251 i senesi si erano legati ai ghibellini di Firenze in un patto di reciproca assistenza. Nella guerra del 1255, Siena aveva avuto la peggio ed era stata spinta a sottoscrivere un impegno a non ospitare alcun esiliato dalle città di Firenze, Montepulciano e Montalcino. 
Il casus belli fu l'accoglienza data nel 1258 da Siena ai ghibellini di Firenze, esiliati dopo una tentata rivolta contro i guelfi al potere.
A questo esilio era seguito l'assassinio di Tesauro Beccaria, abate di Vallombrosa, accusato di complottare con i ghibellini allo scopo di farli rientrare a Firenze.
All'inizio della nuova guerra, il teatro delle operazioni fu soprattutto la Maremma, dove i guelfi riuscirono a fomentare rivolte dei comuni di Grosseto, Montiano, Montemassi.
Nel 1259 Siena ottenne l'appoggio di re Manfredi, che fornì alcuni squadroni di cavalieri tedeschi comandati dal vicario regio, il conte Giordano d'Agliano, suo stesso cugino; l'offerta di cento cavalieri, inizialmente ritenuta non adeguata dagli ambasciatori senesi, fu poi accettata su consiglio di Farinata degli Uberti. L'idea era che, una volta che le bandiere di re Manfredi fossero state coinvolte nello scontro, questi sarebbe stato costretto a inviare ulteriori rinforzi.
Nei primi mesi del 1260 le truppe tedesche piegarono la resistenza dei comuni maremmani.
Questo suscitò la reazione della lega guelfa, guidata da Firenze, che, nonostante i richiami alla prudenza di alcuni membri importanti come Cece Gherardini (successivamente uno dei dodici capitani dell'esercito a Montaperti), fece muovere un esercito di circa trentacinquemila uomini a difesa dei comuni riconquistati dai ghibellini senesi. L'esercito guelfo si accampò alle porte di Siena, nei pressi di Santa Petronilla, nella zona nord vicina a Porta Camollia, attuando un assedio il 18 maggio. I cavalieri tedeschi e quelli senesi attaccarono l'accampamento nello stesso giorno e le operazioni si protrassero per i successivi due giorni. I cronisti delle due parti descrissero in modo diametralmente opposto l'esito dei combattimenti, a seconda dello schieramento per cui parteggiavano. Il 20 maggio i guelfi interruppero l'assedio e, mentre una piccola parte proseguì il cammino verso la Maremma, il restante dell'esercito fece ritorno a Firenze.
Durante le operazioni del 18 maggio, alcuni cavalieri tedeschi furono feriti, ma l'attacco ebbe l'effetto di far togliere il campo ai Fiorentini. Questo spinse re Manfredi ad inviare in luglio ulteriori e più consistenti aiuti a Siena, nel numero di ottocento cavalieri. Altri aiuti arrivarono da Pisa e dagli altri ghibellini toscani.
Questo diede ulteriore respiro ai senesi, che riconquistarono Montepulciano e Montalcino, stazione strategica a sud, sulla via Francigena.

## La battaglia

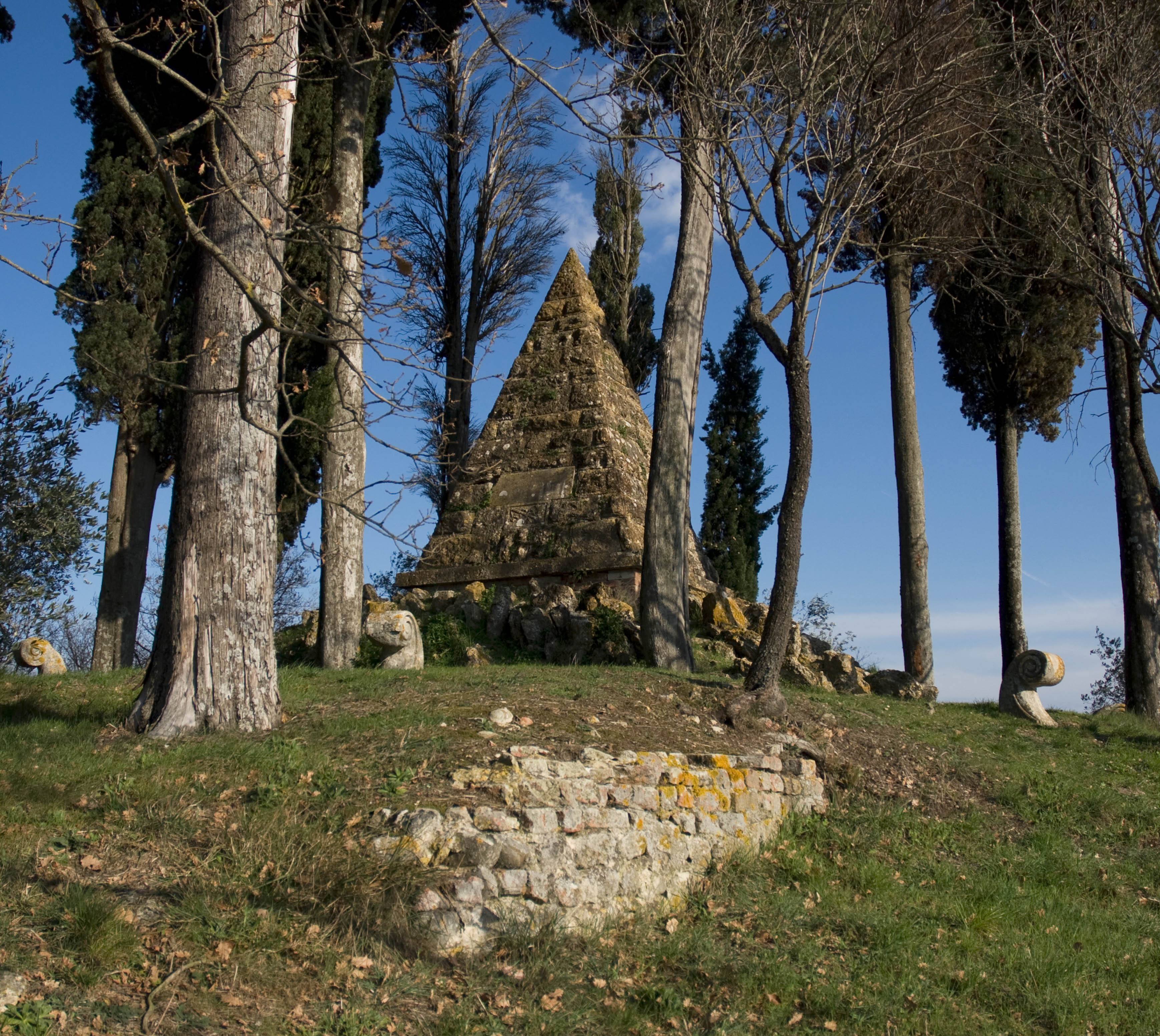
La piramide commemorativa

La lega guelfa comprendeva, oltre a Firenze, Bologna, Prato, Lucca, Orvieto, Perugia, San Gimignano, San Miniato, Volterra e Colle di Val d'Elsa. Il suo esercito si mosse di nuovo verso Siena, con la giustificazione della necessità di riconquistare Montepulciano e Montalcino. Per quanto consigliati altrimenti da Tegghiaio Aldobrandi degli Adimari, i comandanti fecero passare l'esercito alle porte di Siena, anche perché desiderosi di rivalsa dopo la scaramuccia di maggio, e si accamparono nelle vicinanze del torrente Arbia, a Montaperti, il 2 settembre 1260. In tale giorno, gli ambasciatori guelfi consegnarono un ultimatum al Consiglio dei Ventiquattro, il governo di Siena, che fu respinto, seppure con qualche incertezza di una parte favorevole alla trattativa.
Per meglio motivare i cavalieri tedeschi, fu deliberato di corrispondere loro una doppia paga grazie ai fondi forniti da Salimbene de' Salimbeni. Le cronache indicano in trentamila fanti e tremila cavalieri le forze della lega guelfa.

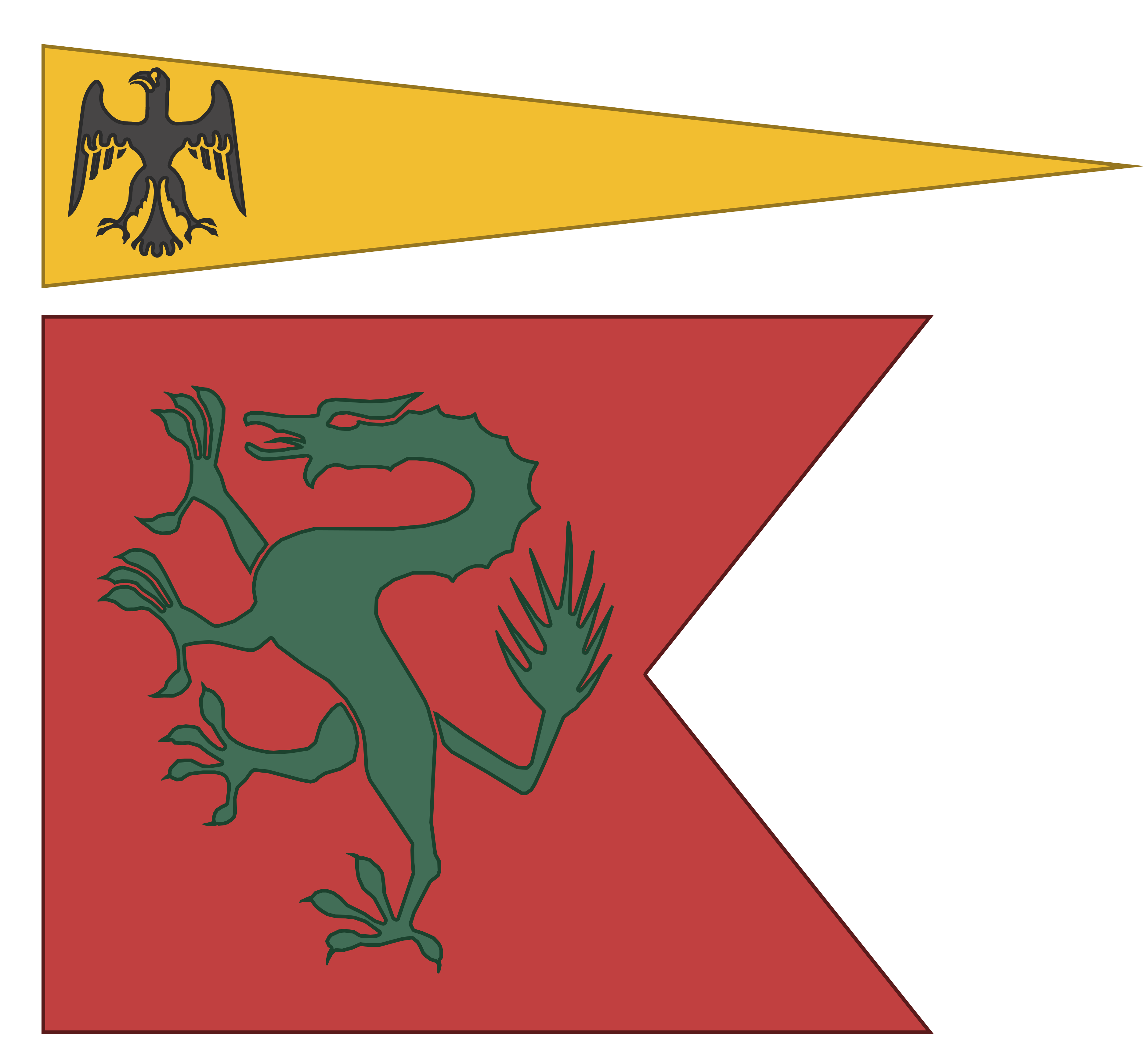
Insegne del libero Comune di Terni portate a Montaperti.

Le forze ghibelline ammontavano a ventimila unità, composte da ottomila fanti senesi, tremila pisani e duemila fanti e ottocento cavalieri germanici di re Manfredi di Sicilia. A loro, si aggiungeva la storica e più accanita città ghibellina umbra: Terni (premiata da poco più di un ventennio da Federico II con l'aquila nera in campo oro nel proprio gonfalone cittadino: «per la fedeltà e la gagliardia dei suoi uomini» e comandata da un'antica, solida e orgogliosa aristocrazia di origine germanica, la famiglia Castelli in primis, discendente dalla stirpe di un principe franco di Terni, ma anche quella dei Camporeali, dei Cittadini). A questa si aggiungevano altre città e fazioni toscane: la Repubblica di Massa, i fuorusciti fiorentini, Asciano, Santa Fiora e i bonizzesi - nonostante in quel momento Poggiobonizio (la futura "Poggibonsi") fosse occupata dai fiorentini.
Nello stesso giorno, la città, in solenne processione guidata da Buonaguida Lucari, fu dedicata alla Madonna in cambio della sua protezione durante la battaglia. A quel tempo, nella Cattedrale di Siena era conservata sull'altare maggiore la Madonna dagli Occhi Grossi, attualmente esposta presso il Museo dell'Opera del Duomo a Siena.
Il 3 settembre l'esercito senese-ghibellino guidato da Provenzano Salvani uscì da Porta Pispini, diretto al Poggio delle Ropole (l'odierno paese di Taverne d'Arbia), in prossimità dell'accampamento guelfo, che si era spostato nel frattempo sul Poggio delle Cortine, da dove poteva controllare i movimenti dei ghibellini. Una leggenda narra che i senesi fecero sfilare il proprio esercito per tre volte davanti all'esercito guelfo, cambiando ogni volta i vestiti con i colori dei Terzi di Siena, cercando di far credere che le proprie forze fossero tre volte più numerose di quanto lo fossero in realtà.
La mattina del 4 settembre l'esercito ghibellino, superato il fiume Arbia, si preparò alla battaglia. Era formato da quattro divisioni, che si posizionarono sul campo di battaglia così da tentare una manovra d'accerchiamento.
La prima divisione, guidata dal conte d'Arras, doveva attaccare i guelfi alle spalle al grido d'invocazione di San Giorgio. La seconda, composta da 800 cavalieri tedeschi e 6 000 fanti, guidata dal conte Giordano d'Agliano, e la terza, composta da 4 000 fanti senesi e guidata da Ildebrandino X Aldobrandeschi da Santa Fiora, dovevano impegnare frontalmente l'esercito guelfo, nonostante il sole contrario e la pendenza del terreno. La quarta, composta da 200 cavalieri e comandata da Niccolò da Bigozzi, era posta a guardia del carroccio senese.
Un'altra delle leggende relative alla battaglia ricorda la figura del cavaliere tedesco Gualtieri d'Astimbergh, il quale, avendo il privilegio di attaccare per primo, dopo essersi avvicinato lentamente ai nemici, caricò lancia in resta il capitano dei lucchesi, che fu trapassato da parte a parte. Dopo aver recuperato la lancia, uccise altri due cavalieri e poi, persa l'arma, si fece largo tra i nemici con la spada. Nelle prime fasi della battaglia, non solo i fanti guelfi ressero ai primi attacchi dei ghibellini, ma contrattaccarono a loro volta. Questo spinse la quarta divisione di Niccolò da Bigozzi a contravvenire agli ordini e intervenire lasciando la difesa del carroccio senese.
Dopo alterne fasi della battaglia, verso il pomeriggio partì un contrattacco dei ghibellino-senesi.
È in questa fase che si verificò l'episodio del tradimento di Bocca degli Abati. Questi, seppure al fianco dei guelfi fiorentini a causa di complicati interessi e alleanze, era in realtà di parte ghibellina e, alla vista del contrattacco senese, si avvicinò al portastendardo fiorentino Jacopo de' Pazzi e gli tranciò di netto la mano che reggeva l'insegna. Secondo Marietta de Ricci, invece, Bocca degli Abati avrebbe tradito in quanto semplicemente geloso dell'amore tra Cecilia, figlia di Cece Gherardini, e Jacopo de' Pazzi. Ad ogni modo, l'episodio causò un notevole sconcerto tra le file guelfe.
Oltre al tradimento di Bocca degli Abati, in questa fase dalle file ghibelline si alzò l'invocazione a San Giorgio, segnale per la prima divisione, quella del conte d'Arras, che attaccò i fiorentini alle spalle con la cavalleria tedesca. Il conte stesso uccise il comandante generale dei fiorentini Iacopino Rangoni da Modena, episodio che causò l'inizio della rotta dei guelfo-fiorentini. I ghibellini si lanciarono all'inseguimento e iniziarono "lo strazio e 'l grande scempio che fece l'Arbia colorata in rosso" (Dante, Divina Commedia, Inferno, Canto X, 85) durato fino a notte. Si calcola che le perdite siano ammontate a diecimila morti e quindicimila prigionieri guelfi (solo i fiorentini ebbero 2 500 caduti e 1 500 furono catturati) e a 600 morti e 400 feriti ghibellini.
Al calar della notte i comandanti ghibellini diedero l'ordine di salvare chi si fosse arreso e uccidere comunque i fiorentini catturati. Questi, uditi i comandi, cancellarono dai vestiti i segni di riconoscimento e si mescolarono agli alleati per salvarsi.
Si racconta della vivandiera Usilia che da sola avrebbe catturato 36 fiorentini, salvandoli.
Il sacco al campo guelfo permise ai ghibellini di catturare quasi diciottomila  tra cavalli, buoi e animali da soma.
Le bandiere e gli stendardi dei fiorentini furono presi e il gonfalone di Firenze fu attaccato alla coda di un asino e trascinato nella polvere.
che fece l'Arbia colorata in rosso,
tal orazion fa far nel nostro tempio.»
(Inferno X, 85)
Tra il bottino che i senesi catturarono dopo la battaglia vi è anche il noto "Libro di Montaperti", un documento unico per l'intero medioevo europeo, dato che in esso furono trascritte da decine di notai che accompagnavano l'esercito guelfo tutte le scritture sulla mobilitazione, amministrazione e governo dell'esercito fiorentino durante la marcia verso il territorio nemico. Il "Libro di Montaperti" fu custodito nell'archivio di Siena fino al 1570, quando il conte Federico da Monteacuto, per ingraziarsi il granduca Cosimo I, lo portò a Firenze, dove lo si conserva presso l'Archivio di Stato, .

## Conseguenze
(Inferno XXXII, 80-81)

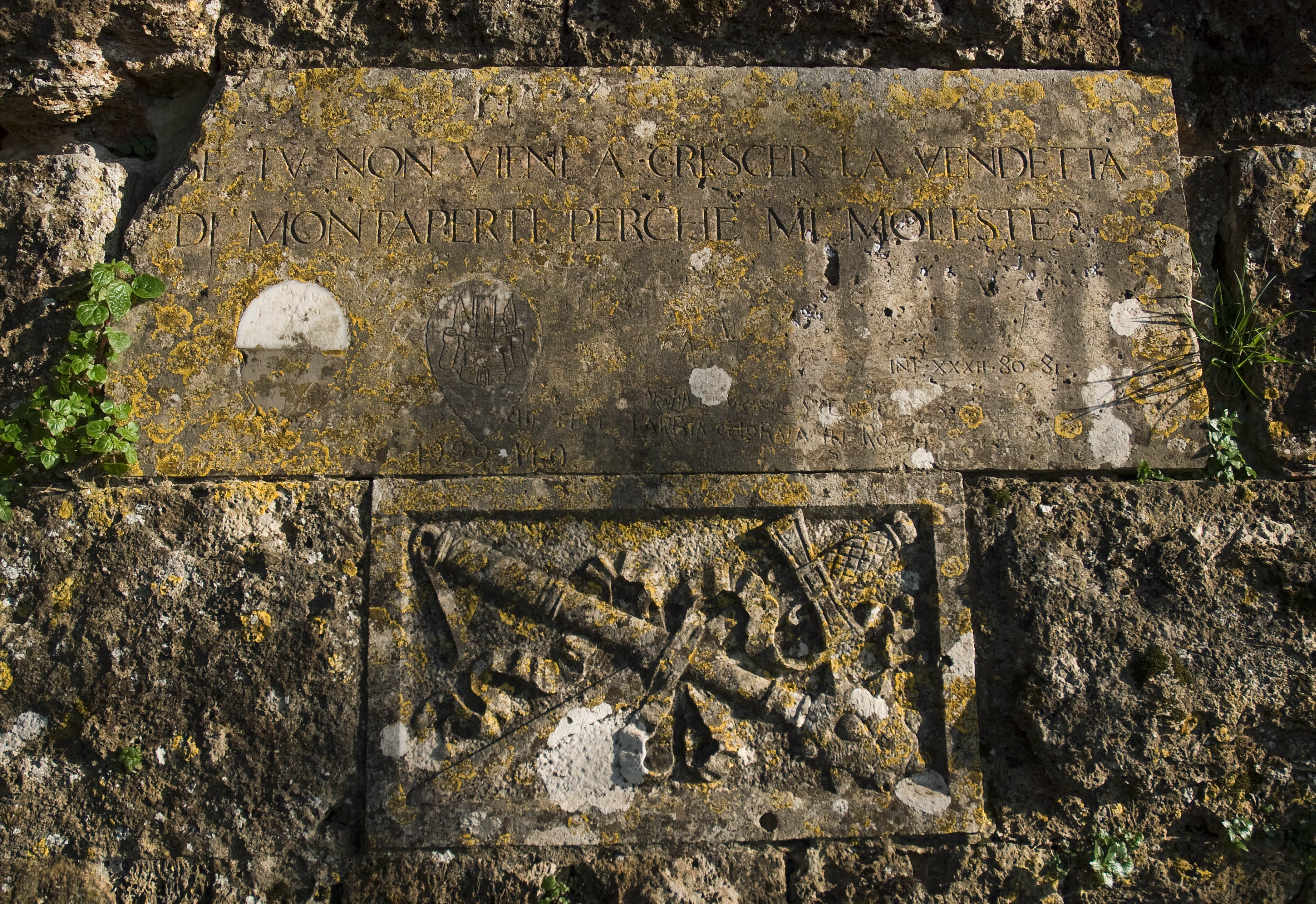

Il 13 settembre del 1260 i guelfi fiorentini abbandonarono la loro città e si rifugiarono a Bologna e a Lucca, considerando di non potersi più trattenere a Firenze per paura delle rappresaglie dei ghibellini. A Lucca si rifugiarono anche i guelfi delle altre città partecipanti alla lega sconfitta.
I senesi avanzarono in territorio fiorentino, conquistandone alcuni castelli.
I ghibellini fiorentini fuoriusciti rientrarono nella città dell'Arno il 27 settembre 1260 e si insediarono al governo della città. A tutti i cittadini fu fatta giurare fedeltà al re Manfredi. Le torri e le abitazioni dei fiorentini di parte guelfa furono rase al suolo, così come era stato fatto contro i ghibellini nel 1258.
Alla fine dello stesso mese fu convocata a Empoli una dieta delle città e dei signori della Toscana di parte ghibellina per discutere come rafforzare il ghibellinismo toscano e consolidare nella regione l'autorità del re. Ad Empoli, i rappresentanti di Siena, Pisa e Santa Fiora sostennero il Regio Deliberato di Manfredi, che prevedeva la distruzione di Firenze, alla quale si oppose il ghibellino fiorentino Farinata degli Uberti, salvandola da ulteriori distruzioni.
Dopo Montaperti, il 18 novembre, papa Alessandro IV scomunicò tutti i sostenitori di re Manfredi in Toscana.
Se da una parte la scomunica, in realtà, rafforzò il partito ghibellino, che il 28 marzo 1261 si strinse in alleanza contro i guelfi toscani, a lungo termine fu presa a pretesto dai capi guelfi d'Italia e da molti stranieri per non pagare i debiti contratti con i mercanti e i banchieri senesi, con serie conseguenze sull'economia della città.
Il 25 maggio 1261, papa Alessandro IV morì. Questo fatto sembrò decretare la definitiva vittoria del partito ghibellino su quello guelfo. In realtà, nel giro di pochi anni, la fazione guelfa riprese il potere in Toscana e già nel 1269, tre anni dopo la morte di Manfredi a Benevento per opera degli angioini, Siena subì una grave sconfitta da parte di Firenze nella Battaglia di Colle, durante la quale trovò la morte lo stesso comandante senese Provenzano Salvani.

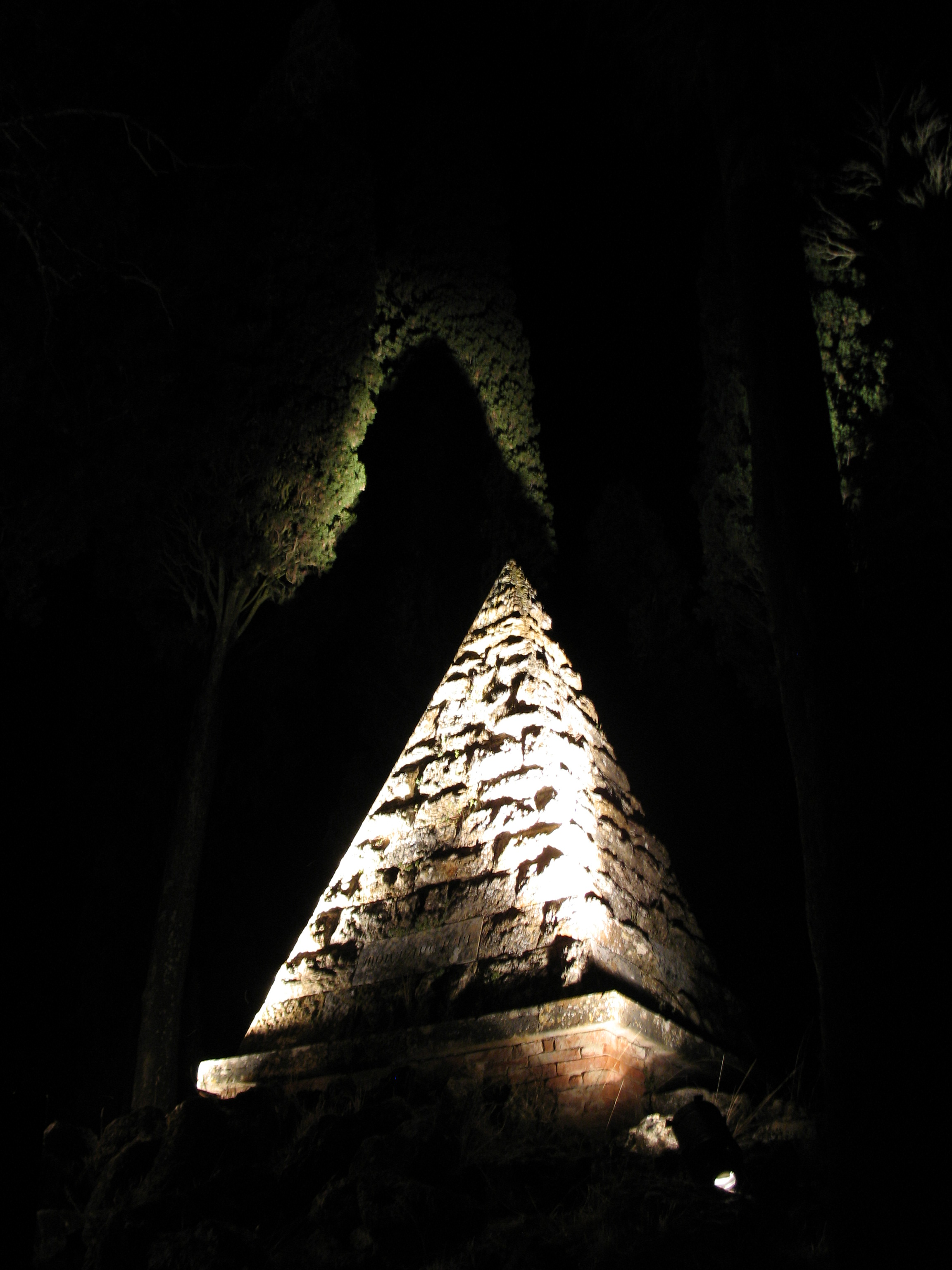
La piramide illuminata durante la fiaccolata

L'aver anzitempo vaticinato la vittoria ghibellina portò grande celebrità, tra i contemporanei, all'astrologo Guido Bonatti, che lavorava all'epoca tra le due città toscane.

## Rievocazioni e commemorazioni contemporanee
Ogni anno per ricordare la storica battaglia il Comitato Monteaperti Passato e Presente organizza nella notte del 4 settembre la fiaccolata al Cippo di Monteaperti. La fiaccolata parte dall'Acqua Borra e costeggia il torrente Malena, affluente dell'Arbia, percorrendo il campo della battaglia fino a raggiungere la piramide commemorativa che sorge, adornata da secolari cipressi, alla sommità del colle già da epoca romantica in luogo dell'antico castello dell'XI secolo di proprietà della famiglia dei Berardenghi.
Nella settimana precedente la fiaccolata, il Comitato organizza la "Festa Monteaperti Passato e Presente" a Casetta.
Il 4 settembre 1960, in occasione del settimo centenario della battaglia, fu disputato a Siena un Palio straordinario, vinto dalla Civetta con Giuseppe Gentili detto Ciancone su Uberta de Mores.
Il 4 e il 5 settembre 2010, nell'occasione del 750º anniversario della battaglia, in collaborazione con il comitato della festa, l'Associazione Montaperti MMC ha coordinato la rievocazione dello scontro, con la partecipazione di numerosi gruppi italiani di rievocazioni medievali.
Il 3 e il 4 settembre 2011 l'Associazione Montaperti MMC ha riproposto per il secondo anno la rievocazione della battaglia sulle rive del fiume Arbia (località strada di Camposodo-Arbia), in uno dei siti forse più credibili dello scontro.